# Discoveries
Discoveries es el álbum debut de la banda australiana de metalcore, Northlane. Fue lanzado por We Are Unified el 11 de noviembre de 2011.

## Lista de canciones
| Original CD |                            |          |  |
| N.º         | Título                     | Duración |  |
| 1.          | «Dispossession»            | 3:43     |  |
| 2.          | «Abrasumente»              | 4:04     |  |
| 3.          | «Comatose»                 | 4:13     |  |
| 4.          | «Transcending Dimensions»  | 3:43     |  |
| 5.          | «Discoveries»              | 4:56     |  |
| 6.          | «Corruption»               | 3:54     |  |
| 7.          | «Exposure»                 | 3:41     |  |
| 8.          | «Metamorphosis»            | 4:38     |  |
| 9.          | «Solace»                   | 3:23     |  |
| 10.         | «I Shook Hands with Death» | 4:56     |  |

## Personal
Northlane
- Adrian Fitipaldes – Voz
- Jon Deiley – Guitarra líder
- Josh Smith – Guitarra rítmica
- Simon Anderson – Bajo
- Nic Pettersen – Batería, percusión

Producción
- Shane Edwards – Productor general, ingeniero de sonido
- Dave Petrovic – producción, ingeniero